# ターキースクラッチ (アーカンソー州)
ターキースクラッチ（Turkey Scratch）は、アメリカ合衆国アーカンソー州フィリップス郡の非法人地域。マーベルから北へ約10キロメートル、アーカンソー州道243号線沿いに位置する。

## 概要
昔は何千羽もの野生の七面鳥が一帯に生息していて、1895年頃には狩猟のレクリエーション場所として知られていた。
ターキースクラッチはザ・バンドの元メンバーリヴォン・ヘルムが育った町として知られている。死後の2017年よりヘルムが幼少期に暮らしていた家をマーベル市に移築・修復し、近くにヘルムのブロンズ胸像を建てる取り組みが進められている。マーベル市に復元されたヘルムの家は2018年にアーカンソー州遺産に登録された。

## 出身人物
- ロバート・ロックウッド・ジュニア（ミュージシャン）[2]
- リヴォン・ヘルム（ミュージシャン） - 生まれはエレイン（英語版）近郊だが、すぐにターキースクラッチに移った[2]